# 四国交通

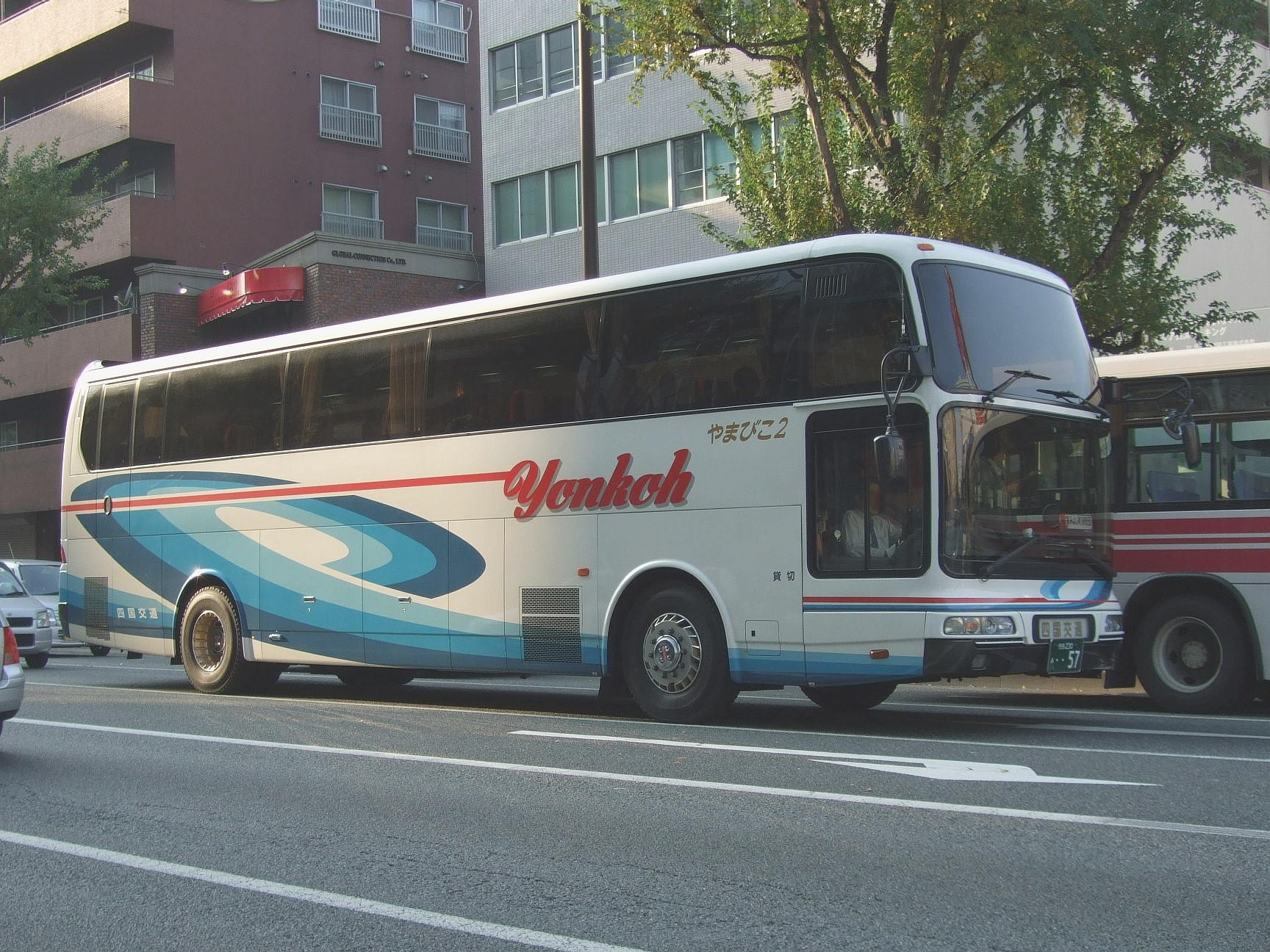
貸切車（徳島バスカラーの車両）

四国交通株式会社（しこくこうつう、英: Shikoku Kotsu Co., Ltd.）、通称四交（よんこう）は、徳島県三好市・三好郡をエリアとする、路線バス・高速バス・貸切バス事業者。
徳島県三好市に本社がある。徳島バスの子会社で、南海グループ（孫会社）に属する。
愛媛県松山市に本社がある四国交通とは別会社であり関係がない。

## 沿革
大正期に旧池田町と祖谷地区（旧西祖谷山村・旧東祖谷山村）を結んで運行を開始した美好自動車（当時祖谷は美馬郡。美馬の美と三好の好）を起源とし、一時徳島西部交通に合併されたが、戦後、当時の池田第一営業所と同第二営業所が分離・独立して、四国交通が誕生した。

## 年表
- 1957年（昭和32年）10月14日 - 四国交通創立[1]。
- 1963年（昭和38年）8月1日 - 徳島バス全額出資の子会社となる[1]。
- 1970年（昭和45年）9月30日 - 帰省バス（阿波池田 - 大阪間）の運行が許可される。
- 1972年（昭和47年）1月4日 - 帰省バス（阿波池田 - 大阪間）を運行（同年1月5日まで）。
- 1972年（昭和47年）9月30日 - 名頃車庫を開設する。
- 1977年（昭和52年）9月30日 - かずら橋車庫を開設する。
- 1982年（昭和57年）4月1日 - 定期観光バス（大歩危峡・祖谷渓・かずら橋観光。現在の「西祖谷コース」。）の運行を開始する。
- 1989年（平成元年）12月16日 - 高松空港線の運行を開始する。
- 1991年（平成3年）4月1日 - 高松空港線が休止（のちに廃止）。
- 1995年（平成7年）10月4日 - ボンネットバス「ポニー号」（1969年式）が車体更新を経て納車される。
- 1999年（平成11年）12月17日 - 帰省バス（阿波池田 - 大阪間）を運行（同年12月22日から2000年（平成12年）1月8日まで）。
- 2000年（平成12年）3月18日 - 高速バス大阪線（阿波池田 - 大阪梅田間）の運行を開始する。
- 2001年（平成13年）3月1日 - フリー乗車券（かずら橋入場券などとのセット販売）の発売を開始する。
- 2001年（平成13年）4月1日 - 徳島バスより一宇線・八千代線の運行を移管。
- 2001年（平成13年）11月14日 - 井川スキー場行き直通バスの運行を開始する。
- 2002年（平成14年）4月27日 - 高速バス神戸線（阿波池田 - 神戸三宮間）の運行を開始する。
- 2004年（平成16年）7月1日 - 路線バスの大歩危駅構内への乗り入れを開始する。
- 2006年（平成18年）4月1日 - 阿波池田バスターミナルを開設する。
- 2007年（平成19年）4月1日 - 「いってみるバス」の運行を開始する。
- 2007年（平成19年）11月10日 - 定期観光バス「東祖谷コース」の運行を開始する。
- 2008年（平成20年）4月1日 - 「いってみるバス」が運行終了。
- 2011年（平成23年） - ボンネットバス「ポニー号」が運行終了。
- 2013年（平成25年）4月1日 - 貞光管内（一宇線・八千代線）が運行終了。つるぎ町コミュニティバスに移管。
- 2014年（平成26年）10月1日 - 新宮線のうち愛媛県四国中央市の旧新宮村周辺区間（茂地 - 天日 - 新宮 - 新宮診療所）の運行を終了し、山城線に改称[2]。運行終了区間は瀬戸内運輸に移管（新宮診療所 - 天日まで路線延長）[3]し、天日 - 茂地は四国中央市福祉バスが代替となる（後述のかつて運行していた路線の節も参照）。
- 2018年（平成30年）11月1日 - 四国交通の祖業路線である祖谷線（出合経由）のうち、出合以遠を廃止し出合線に改称[4]。廃止区間の沿線にあった祖谷温泉へのアクセスは、大歩危駅 - かずら橋間の路線を毎日運行化、一部を祖谷温泉経由にすることで対応する[5]。
- 2021年（令和3年） - 定期観光バスへのボンネットバス（いすゞBXD）の運用をこの年度をもって終了、使用していたボンネットバスは動態保存車両として不定期で一般路線での運行とする[6]。
- 2024年（令和6年）4月1日 - 山城線廃止。三好市営バスへ移管。
- 2024年（令和6年）10月1日 - 漆川線・出合線廃止。三好市営バスへ移管。

## 路線バス
路線バスは三好市、三好郡の路線は阿波池田バスターミナルを起点とするものが多く、ルーツである祖谷地区へのバス、東みよし町（西谷）や山城町茂地・本社前・箸蔵・井ノ内馬場・野呂内口（箸蔵リフト前行きはダム・三好病院前経由、野呂内口行きはダム経由）などへの路線がある。

2021年は祖谷線の久保発着便を除き1月1日は路線バスを全便運休、2022年1月1日は久保発着便も運休となり一般路線バスは全便運休とする。

### 路線・系統一覧
系統番号はラケット状の循環経路を取る白地循環線を除き、上りが下りより10多い番号となっている。
- 【10】【20】本社線（阿波池田BT - 三好病院 - 本社前）
- 【11】【21】祖谷線（阿波池田BT - 中西・祖谷口・川口駅前・大歩危峡・大歩危駅前・西祖谷局前・かずら橋・京上 - 久保）
- 【12】【22】出合線（阿波池田BT - 中西・白地城址・祖谷口・京田 - であい[10]）
- 【13】【23】【14】【24】祖谷線（大歩危峡 - 大歩危駅前・戸の谷・西祖谷局前 - （かずら橋夢舞台[11]） - 祖谷温泉）
- 【15】【25】三加茂線（阿波池田BT - 三好大橋・辻駅前 - 東みよし役場）
- 【16】【26】井内線（阿波池田BT - 三好大橋・辻駅前・神谷 - 井内馬場）
- 【31】【41】漆川線（阿波池田BT - 中西・白地城址・三縄駅前・梅の谷 - 漆川八幡神社）
- 【32】【42】野呂内線（阿波池田BT - 池田ダム・箸蔵学校・箸蔵ロープウェイ・坪尻 - 野呂内口）
- 【33】【43】野呂内線（阿波池田BT - 池田ダム・箸蔵学校 - 箸蔵ロープウェイ）
- 【34】白地循環線西回り（阿波池田BT - 中西・白地温泉・池田ダム - 阿波池田BT）
- 【35】白地循環線東回り（阿波池田BT - 池田ダム・白地温泉・中西 - 阿波池田BT）

## 高速バス
阿波池田から大阪・神戸各方面へ運行している。

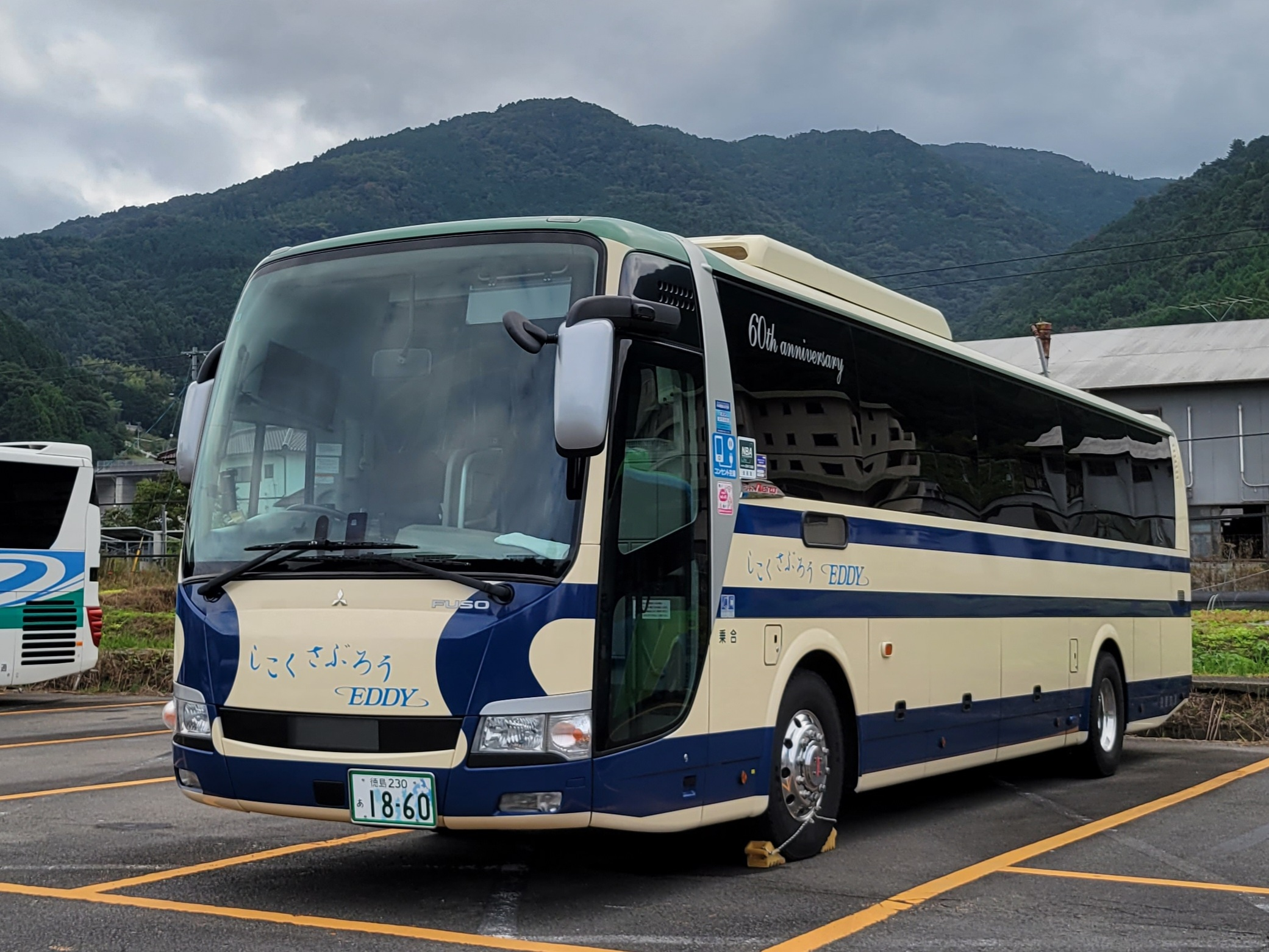
四国交通 高速バス しこくさぶろう

- 運行には、徳島バスと同一カラーリング（鳴門の渦潮をデザイン）の車両が就役する。徳島バス「エディ号」と区別して、営業区域内を流れる吉野川の別名「四国三郎」にちなみ、「しこくさぶろうエディ号」の愛称が付けられている。

- 【51・61神戸線】井川四交前 - 阿波池田BT - 三好BS - 美馬IC - 脇町IC - 阿波PA - 土成IC - 上板SA - 道の駅いたの - 板野 - 鳴門西PA - 高速舞子 - 学園都市駅 - 神戸三ノ宮（三ノ宮バスターミナル）- 新神戸(ＡＮＡクラウンプラザホテル神戸)
※神姫バス・山陽バスと共同運行だったが2019年2月1日より単独運行となった[12]

- 【52・62・53・63大阪線】井川四交前 - 阿波池田BT - 三好BS - 美馬IC - 脇町IC - 阿波PA - 土成IC - 上板SA - 道の駅いたの - 板野 - 鳴門西SA （- ユニバーサル・スタジオ・ジャパン[13]） - 阪急三番街（ - 新大阪（上りは全便、下りは一部便のみ））
※阪急観光バスと共同運行

## 定期観光バス

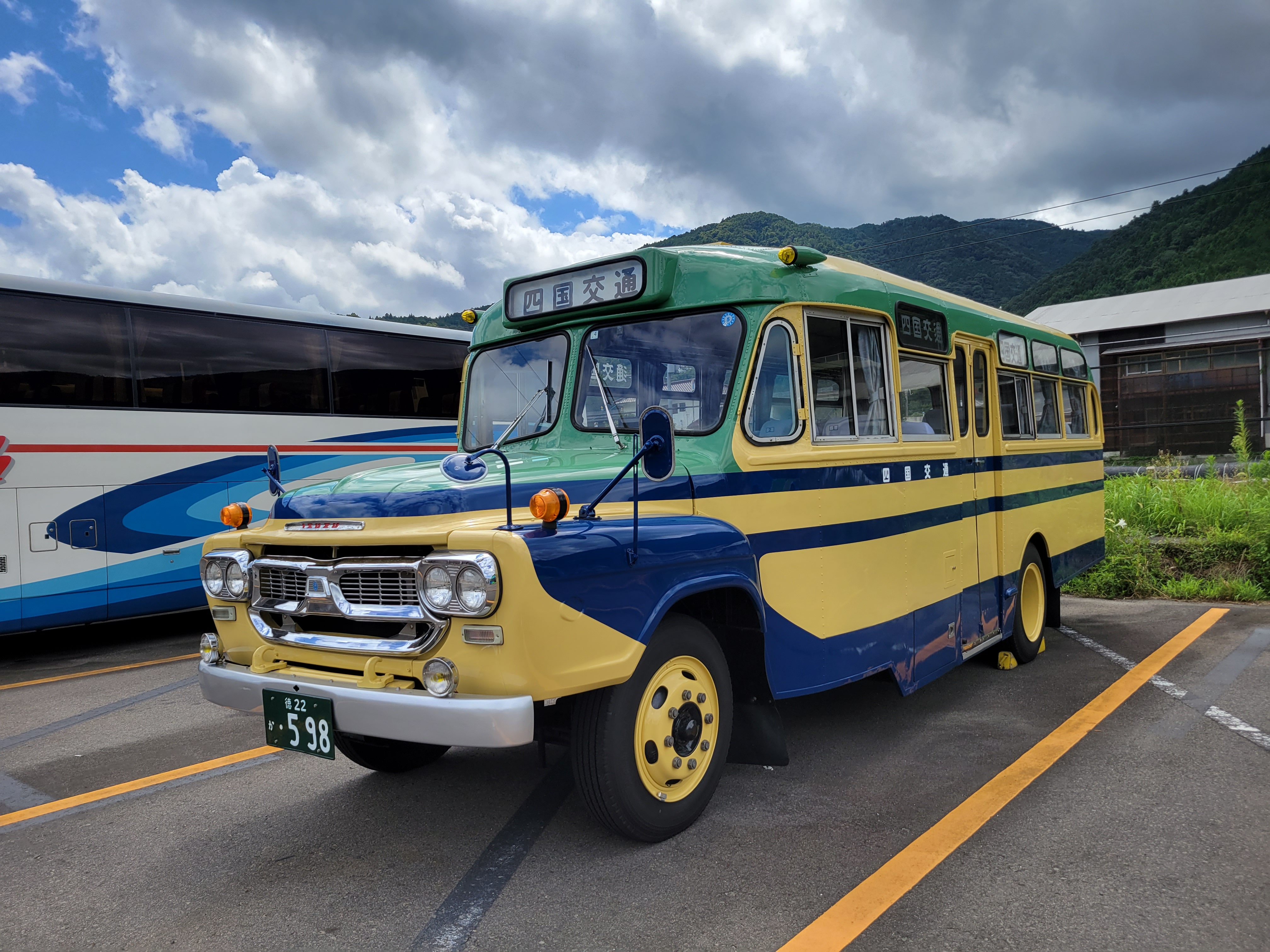
四国交通　ボンネットバス　定期観光

定期観光バスを祖谷方面へ運行している。2021年まではボンネットバスによる運行だった（当初は2020年の予定だったが、新型コロナウイルスの感染拡大に伴う運休で1年延期）。
- 西祖谷コース（3月1日から11月30日まで毎日運行、2022年度は4 - 11月土日祝のみ運行）
  - JR阿波池田駅 ⇒ 阿波池田BT ⇒ 各宿泊施設（乗車扱い） ⇒ 平家屋敷 ⇒ 昼食 ⇒ かずら橋 ⇒ 小便岩（小便小僧） ⇒ 祖谷渓谷（車窓） ⇒ ラピス大歩危 ⇒ 大歩危峡（舟下り） ⇒ 西宇 ⇒ JR阿波池田駅 ⇒ 阿波池田BT

- 東祖谷コース（4月から11月までの土・日・月曜日のみ運行）【2012年度、2022年度は運休】
  - 阿波池田BT ⇒ 各宿泊施設（乗車扱い） ⇒ 大歩危駅（乗車扱い） ⇒ 龍宮崖橋 ⇒ いやしの温泉郷（昼食） ⇒ 奥祖谷二重かずら橋・野猿 ⇒ 落合集落 ⇒ 東祖谷民俗資料館 ⇒ 大歩危駅（降車扱い） ⇒ 各宿泊施設（降車扱い） ⇒ 阿波池田BT

## 観光バス
主に、高速バスの臨時便や丸亀競艇場送迎バスに就役する。

## かつて運行していた路線
- 阿波池田駅 - 高松空港
- 阿波池田バスターミナル - 徳島空港（実験運行）
  - 徳島とくとくターミナル - 徳島空港間のみの利用はできないが、それ以外の区間は相互乗降可能だった。

- 祖谷線一部区間　（久保 - 名頃）　現在は三好市営バスが代替路線

- 貞光管内路線　現在はつるぎ町コミュニティバスを利用
  - 【30】一宇線（貞光駅 - 太田東・端山局前・一宇役場 - 剣橋）
  - 【31】一宇線（貞光駅 - 太田東・端山局前・一宇役場・剣橋 - つづろお堂）
  - 【32】八千代線（太田東・貞光駅 - 半田駅・川又・坂根小学校・下喜来 - 紙屋）
  - 【33】八千代線（貞光駅 - 半田駅・松生 - 毛田東）

※一宇線と八千代線は直通運転だった。
- 新宮線（新宮地区廃止時に山城線に改称）愛媛県四国中央市の旧・新宮村周辺区間（茂地 - 天日 - 新宮 - 新宮診療所）

茂地 - 天日の四国中央市の運行は2017年9月で廃止となり、天日 - 新宮診療所は四国交通廃止から2017年9月まで瀬戸内運輸→2017年10月より四国中央市の福祉バスの上山下部線（国道319号線経由）となった。
- - 【17】【27】山城線（阿波池田BT - 祖谷口・川口駅前・岩戸 - 大野 - 茂地）
- 【4】猪ノ鼻線（阿波池田BT - 三好大橋・三好高校 - 箸蔵ロープウェイ）
- 西谷線（現：三加茂線）一部区間（東みよし町役場 - 西谷橋）
- 祖谷線（現：出合線）一部区間（出合 - 祖谷温泉）